# Bolivaritettix tuberdorsalis
Bolivaritettix tuberdorsalis är en insektsart som beskrevs av Liang 2002. Bolivaritettix tuberdorsalis ingår i släktet Bolivaritettix och familjen torngräshoppor. Inga underarter finns listade i Catalogue of Life.